# Oxycalypta plasoni
Oxycalypta plasoni är en insektsart som beskrevs av Heinrich Hugo Karny 1914. Oxycalypta plasoni ingår i släktet Oxycalypta och familjen vårtbitare. Inga underarter finns listade i Catalogue of Life.